# Hochwasserrückhaltebecken Ebbinghausen
Das Hochwasserrückhaltebecken Ebbinghausen ist ein Hochwasserrückhaltebecken (HRB) des Wasserverbandes Obere Lippe (WOL) an der Sauer zwischen Ebbinghausen und Atteln im Nordrhein-westfälischen Kreis Paderborn und gehört zum Einzugsgebiet von Lippe und Rhein.
Als „grünes Becken“, in dem sich normalerweise kein Wasser befindet, dient es dem Hochwasserschutz der unterhalb des Beckens gelegenen Ortschaften – wie Atteln.

## Geographische Lage
Das Hochwasserrückhaltebecken liegt im Naturpark Teutoburger Wald / Eggegebirge auf der Paderborner Hochfläche an der Sauer. Es befindet sich unterhalb des Lichtenauer Stadtteils Ebbinghausen und oberhalb des Stadtteils Atteln. Sein Staudamm steht knapp 2 km südwestlich des südwestlichen Dorfausgangs (Ortbergstraße) von Ebbinghausen. Direkt westlich vorbei führt die Kreisstraße 1 (im Abschnitt Ebbinghausen–Atteln).

## Geschichte
Weil die Sauer öfters starkes Hochwasser führt, wie zum Beispiel zwischen dem 15. und 17. Juli 1965 bei der Heinrichsflut, und dabei weite Teile der anliegenden und flussabwärts gelegenen Ortschaften überflutete, wurde an ihrem Unterlauf unterhalb Ebbinghausens ein Hochwasserrückhaltebecken errichtet, das überschüssiges Sauerwasser aufnimmt: Der Staudammbau begann im Jahr 1974 und endete 1976. Die Inbetriebnahme geschah nach vollendetem Probestau 1980.
Neben dem HRB Ebbinghausen entstanden am Saueroberlauf das HRB Sudheim und an ihrem Mündungfluss Altenau das HRB Husen-Dalheim.

## Staudamm mit Auslassbauwerk
Der Staudamm, dessen Kronenhöhe sich auf 205,85 m ü. NN befindet, ist an seiner Krone etwa 350 m lang und 12,5 m (über der Talsohle) bzw. 17,00 m (über der Gründungssohle) hoch und 5 m breit. Er besteht aus einer Felsschüttung mit Lehmkern, hat rund 100.000 m³ Bauwerksvolumen und seine Böschungsneigung liegt luft- und wasserseitig bei 1:2 bis 1:4.
In den Damm wurde ein etwa 66 m langes Auslassbauwerk aus Stahlbeton mit 1,8 m Durchmesser und einer Hochwasserentlastungsanlage integriert, die bis zu 120 m³/s durchlassen kann; die Leistung am Grundablass liegt bei 2 × 22,6 m³/s. Am Südostende des Damms, der über ein Kombinationsbauwerk für sämtliche Wasserentnahmen verfügt, wurde ein Betriebsgebäude mit Kontroll- und Steuergeräten errichtet.

## Hochwasserrückhaltebecken
Das Staubecken hat 2,61 Mio. m³ Gesamt- bzw. Hochwasserschutzraum, bei einem normalen Speicherraum von 2,38 Mio. m³. Das Bemessungshochwasser liegt bei 120 m³/s. Der Stauraum ist für ein rund 110 km² großes Niederschlags- bzw. Einzugsgebiet ausgelegt. Das Stauziel liegt bei genau 204 m ü. NN und das höchste Stauziel (ein Hochwasser, das sich im Durchschnitt einmal in 1000 Jahren ereignet) bei 204,5 m ü. NN. Die überstaute Fläche umfasst bei Stauziel 46,4 ha und bei höchstem Stauziel 18,0 ha.

## Arbeiten an Fließgewässer und Infrastruktur
Während des Staudammbaus wurde der im Dammbereich befindliche Gewässerabschnitt der Sauer als unterirdisch durch den Damm führender Kanal ausgebildet. Zudem wurden kleine Zufahrtsstraßen zum Damm und Betriebsgebäude und ein paar Spazier-, Wander- und Kontrollwege, ein solcher führt auch über den Damm, angelegt.